# Torneo Competencia 1944
El Torneo Competencia 1944 fue la sexta edición del Torneo Competencia. Compitieron los diez equipos de Primera División. El campeón fue Central. La forma de disputa fue de un torneo a una rueda todos contra todos.

## Posiciones
| Puesto | Equipo         | Pts | PJ | PG | PE | PP | GF | GC | Dif |
| ------ | -------------- | --- | -- | -- | -- | -- | -- | -- | --- |
| 1.º    | Central        | 16  | 9  | 7  | 2  | 0  | 25 | 9  | 16  |
| 2.º    | Peñarol        | 14  | 9  | 6  | 2  | 1  | 29 | 15 | 14  |
| 3.º    | Nacional       | 13  | 9  | 6  | 1  | 2  | 27 | 13 | 14  |
| 4.º    | Defensor       | 11  | 9  | 4  | 3  | 2  | 18 | 14 | 4   |
| 5.º    | CA River Plate | 10  | 9  | 3  | 4  | 2  | 15 | 15 | 0   |
| 6.º    | Wanderers      | 9   | 9  | 4  | 1  | 4  | 10 | 9  | 1   |
| 7.º    | Sud América    | 8   | 9  | 3  | 2  | 4  | 15 | 23 | -8  |
| 8.º    | Racing         | 5   | 9  | 1  | 3  | 5  | 9  | 22 | -13 |
| 9.º    | Miramar        | 3   | 9  | 1  | 1  | 7  | 5  | 17 | -12 |
| 10.º   | Liverpool      | 1   | 9  | 0  | 1  | 8  | 8  | 24 | -16 |

## Resultados
| Nacional       | 1-0 | Miramar        |
| Peñarol        | 2-2 | CA River Plate |
| Sud América    | 2-2 | Racing         |
| Wanderers      | 2-0 | Miramar        |
| Defensor       | 2-2 | Central        |
| Nacional       | 4-0 | Liverpool      |
| Nacional       | 2-2 | CA River Plate |
| Peñarol        | 7-2 | Racing         |
| Wanderers      | 3-0 | Sud América    |
| Defensor       | 2-0 | CA River Plate |
| Central        | 5-1 | Liverpool      |
| Peñarol        | 2-2 | Central        |
| Nacional       | 6-1 | Racing         |
| Defensor       | 1-0 | Wanderers      |
| CA River Plate | 2-1 | Miramar        |
| Sud América    | 3-2 | Liverpool      |
| Nacional       | 7-2 | Sud América    |
| Peñarol        | 6-3 | Defensor       |
| Wanderers      | 2-1 | Liverpool      |
| Central        | 4-0 | Miramar        |
| CA River Plate | 2-1 | Racing         |
| Peñarol        | 1-0 | Wanderers      |
| CA River Plate | 1-1 | Sud América    |
| Liverpool      | 0-0 | Defensor       |
| Central        | 1-0 | Nacional       |
| Miramar        | 0-0 | Racing         |
| Defensor       | 6-2 | Nacional       |
| Peñarol        | 2-1 | Liverpool      |
| Sud América    | 1-0 | Miramar        |
| CA River Plate | 1-1 | Wanderers      |
| Central        | 3-0 | Racing         |
| CA River Plate | 4-2 | Liverpool      |
| Defensor       | 2-1 | Miramar        |
| Wanderers      | 1-0 | Racing         |
| Central        | 3-2 | Sud América    |
| Nacional       | 2-1 | Peñarol        |
| Nacional       | 3-0 | Wanderers      |
| Peñarol        | 4-1 | Miramar        |
| Racing         | 2-0 | Liverpool      |
| Central        | 3-1 | CA River Plate |
| Sud América    | 2-1 | Defensor       |
| Central        | 2-1 | Wanderers      |
| Racing         | 1-1 | Defensor       |
| Miramar        | 2-1 | Liverpool      |
| Peñarol        | 4-2 | Sud América    |